# Давыдовское (Владимирская область)
Давыдовское — село в Кольчугинском районе Владимирской области России. Входит в состав Ильинского сельского поселения.

## География
Расположено на берегу Кольчугинского водохранилища реки Пекши (приток реки Клязьмы) в 3 км на юго-запад от центра поселения посёлка Большевик, в 8 км на север от районного центра города Кольчугина.

## История
В XV веке входило в состав Марининской волости Переяславского уезда. Из жалованной грамоты 1436 года известно о наличии монастырской вотчины Чудова монастыря в Марининой Слободе, уделе великой княгини Софьи Витовтовны. Здесь монастырю принадлежали сёла Давыдовское и Дубровка с деревнями. В ноябре 1436 года на эти сёла с деревнями выдал грамоту Василий II. Территория, на которой располагалась монастырская вотчина, определена в грамоте как волость «матери моей великые княгини Софьи»). 
Деревянная церковь Святителя Николая Мерликийского в селе Давыдовском известна с XVI века. В  XVII веке село во владении Отяевых. В XVIII-XIX веках здесь была усадьба Отяевых и Ильиных. В 1712 году построена новая деревянная церковь. В 1740-х годах селом владел полковник Иван Васильевич Отяев. Бывший его крепостной, крестьянин села Давыдовского, отпущеный на волю и причисленный в московское купечество, Иван Марков, в 1741 году построил каменную церковь Покрова Пресвятой Богородицы. Она перестраивалась в 1792 и 1844 годах, колокольня возведена в 1741 году. На ней висит колокол в 128 пудов, изготовленный на заводе Анны Петровны Зенкович в Москве.
В конце XIX — начале XX века село являлось центром Давыдовской волости Юрьевского уезда, с 1924 года было в Кольчугинской волости Александровского уезда. 
С 1929 года село являлось центром Давыдовского сельсовета Кольчугинского района, с 1954 года — в составе Ильинского сельсовета. С 2005 года в составе Ильинского сельского поселения.

## Население
| 1859 | 1905 | 2002 | 2010 | 2021 |
| ---- | ---- | ---- | ---- | ---- |
| 276  | ↗500 | ↘82  | ↗121 | ↘117 |

## Достопримечательности
В селе находится действующая церковь Покрова Пресвятой Богородицы (1741).